# ویلیام براودر
ویلیام براودر (انگلیسی: William Browder; ۶ ژانویهٔ ۱۹۳۴ – فوریهٔ ۲۰۲۵) ریاضی‌دان، و استاد دانشگاه اهل ایالات متحده آمریکا بود.
او در توپولوژی جبری، توپولوژی دیفرانسیل و هندسه دیفرانسیل تخصص داشت. براودر از سال ۱۹۸۹ تا ۱۹۹۱ رئیس انجمن ریاضی آمریکا بود.